# Phreatia tenuis
Phreatia tenuis är en orkidéart som beskrevs av Rudolf Schlechter. Phreatia tenuis ingår i släktet Phreatia och familjen orkidéer. Inga underarter finns listade i Catalogue of Life.